# Culex cauchensis
Culex cauchensis är en tvåvingeart som beskrevs av Floch och Emile Abonnenc 1945. Culex cauchensis ingår i släktet Culex och familjen stickmyggor. Inga underarter finns listade i Catalogue of Life.